# Maison Alexandre
La maison Alexandre est située à Montluçon (France).

## Localisation
La maison est située sur la commune de Montluçon, au 3 place Saint-Pierre, dans le département de l'Allier, en région Auvergne-Rhône-Alpes.

## Description
C'est une demeure à usage mixte, bourgeois à l’étage et marchand au rez-de-chaussée. Sur chaque façade s'ouvre une large baie au cintre surbaissé, encadrée de moulures prismatiques et surmontée de cordelières enroulées. Celles-ci dessinent des médaillons, à l’intérieur desquels sont des têtes de profil, et se rejoignent pour former un pinacle central amorti par un fruit côtelé. La façade sur la rue Porte-Bretonnie est percée d’une porte à moulure en anse de panier, timbrée d’une accolade à crochets et à fleuron central, encadrant un visage de face, inscrit dans un triangle. L’étage est percé d’une grande fenêtre moulurée décentrée donnant à l'ouest, à meneau et croisillon à l'origine. L'angle de la maison est adouci par une colonne torse qui supporte une niche à statue au socle et au dais à entrelacs fleuris. 

## Historique
Exemple de l'architecture civile d'esprit « transition » entre art gothique flamboyant et style Renaissance. Demeure reconstruite sans encorbellement, en 1513, en blocage de galets de rivière du Cher, de pierres et de tuileau, par le maître maçon Colin Magniet, à l'initiative du maître ès arts Pierre Alexandre, son nouveau propriétaire. À la suite de cet accord passé avec les consuls de Montluçon, la maison antérieure en pans de bois reposant sur trois piliers, en fort encorbellement sur la rue, qui encombrait gravement la manœuvre tournante des charrois sur la voie publique, avait été vouée à la démolition et à l’alignement, moyennant une forte indemnité. Située à l'intersection de deux artères très fréquentées, en vis-à-vis de la halle de la boucherie, la maison Alexandre voisinait au début du XVIIe siècle avec la demeure de Bérard Bridier, membre d’une des principales familles de marchands bouchers de la ville, à laquelle elle est aujourd’hui réunie.
Elle est classée partiellement au titre des monuments historiques par arrêté du 5 décembre 1928.

## Protection
Éléments protégés : les façades sur rue et toitures.

## Galerie

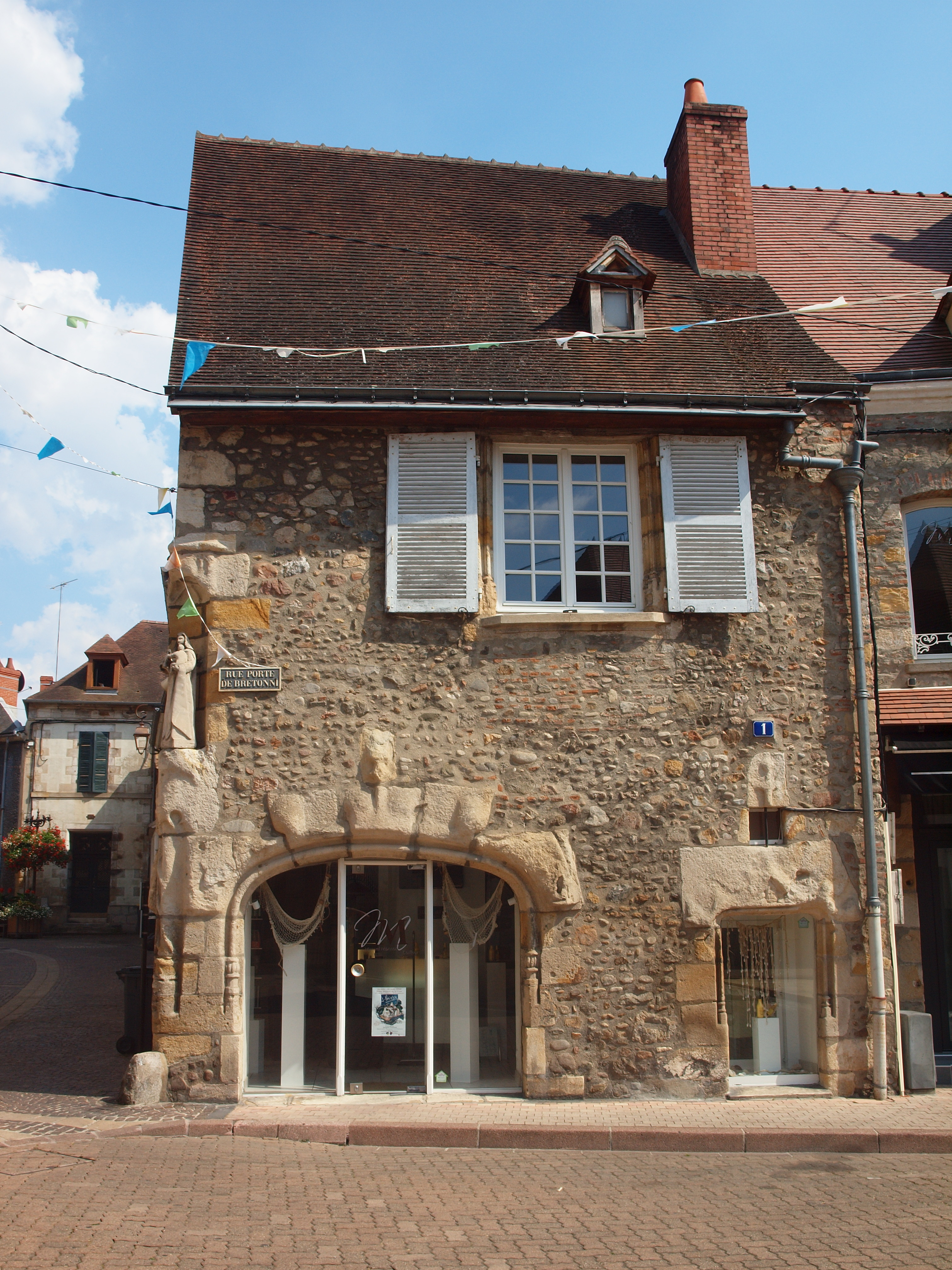
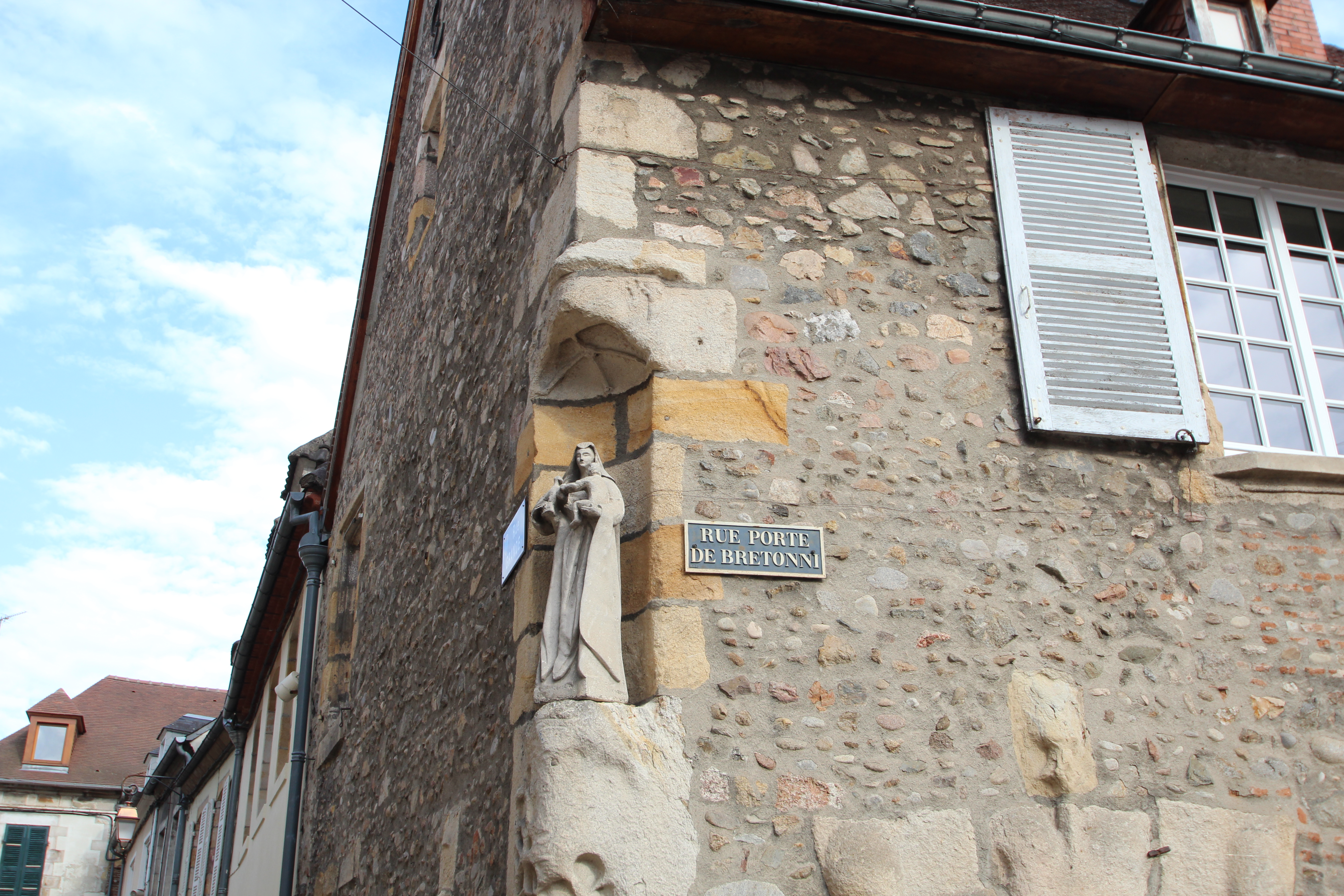
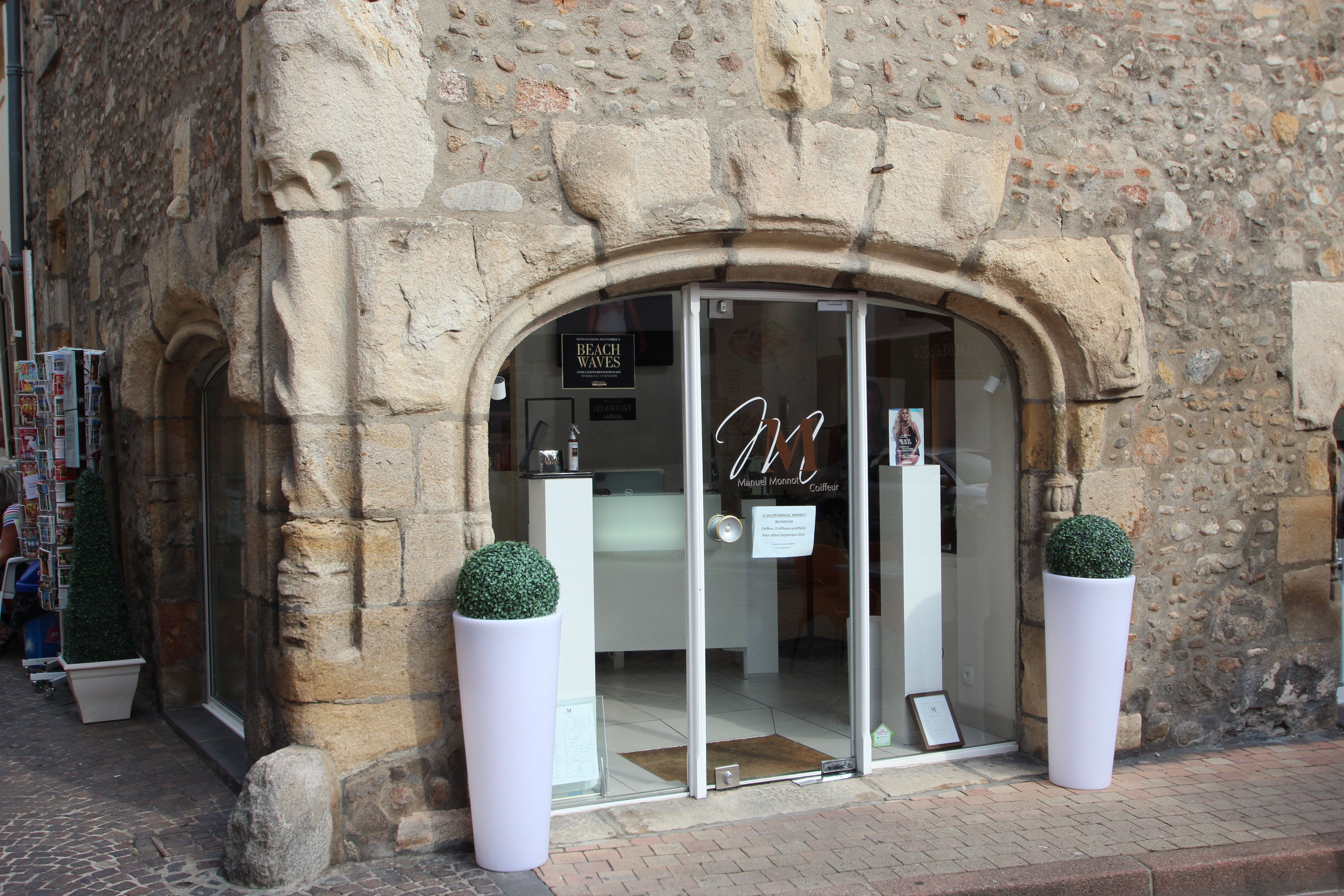
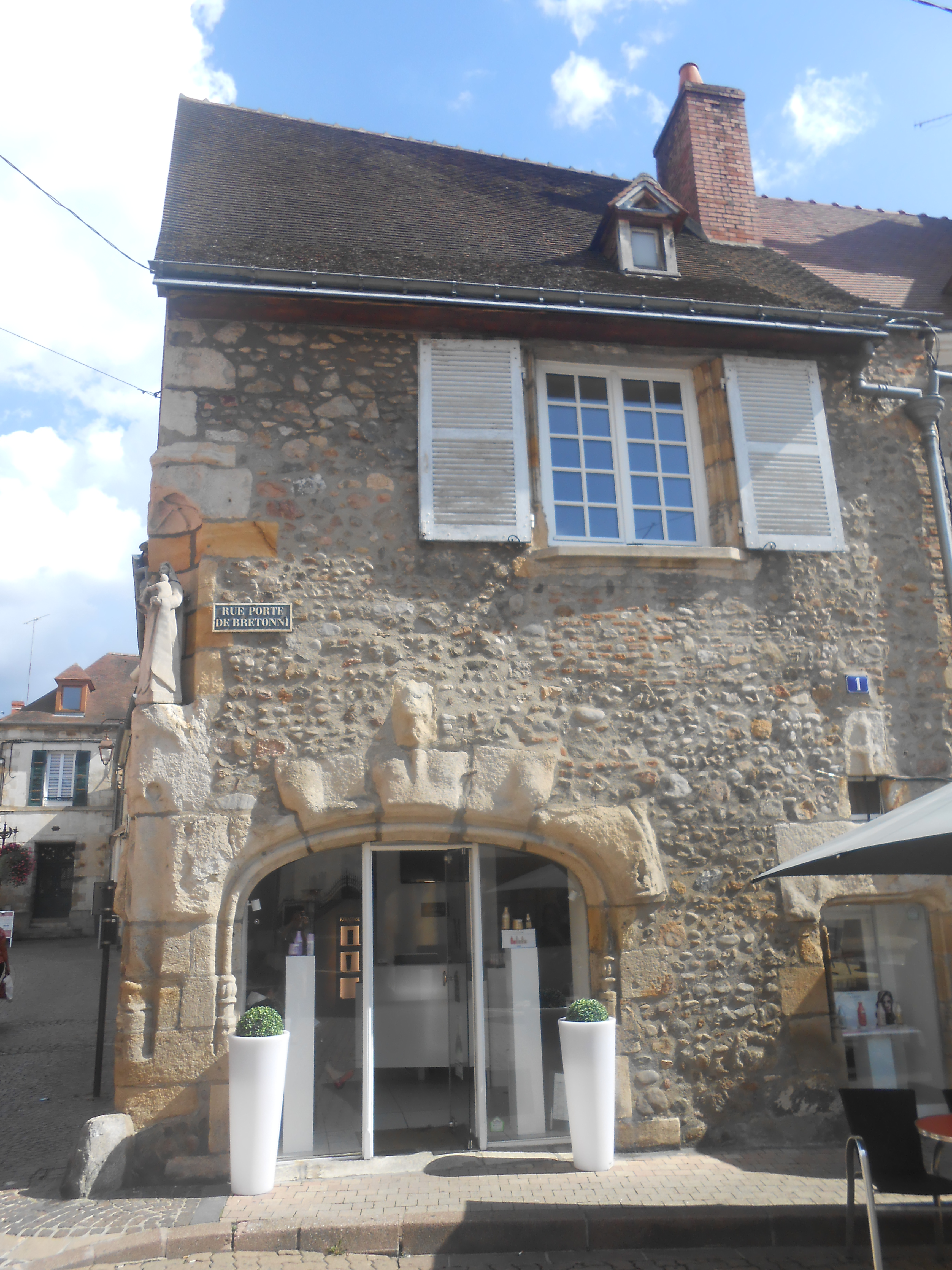
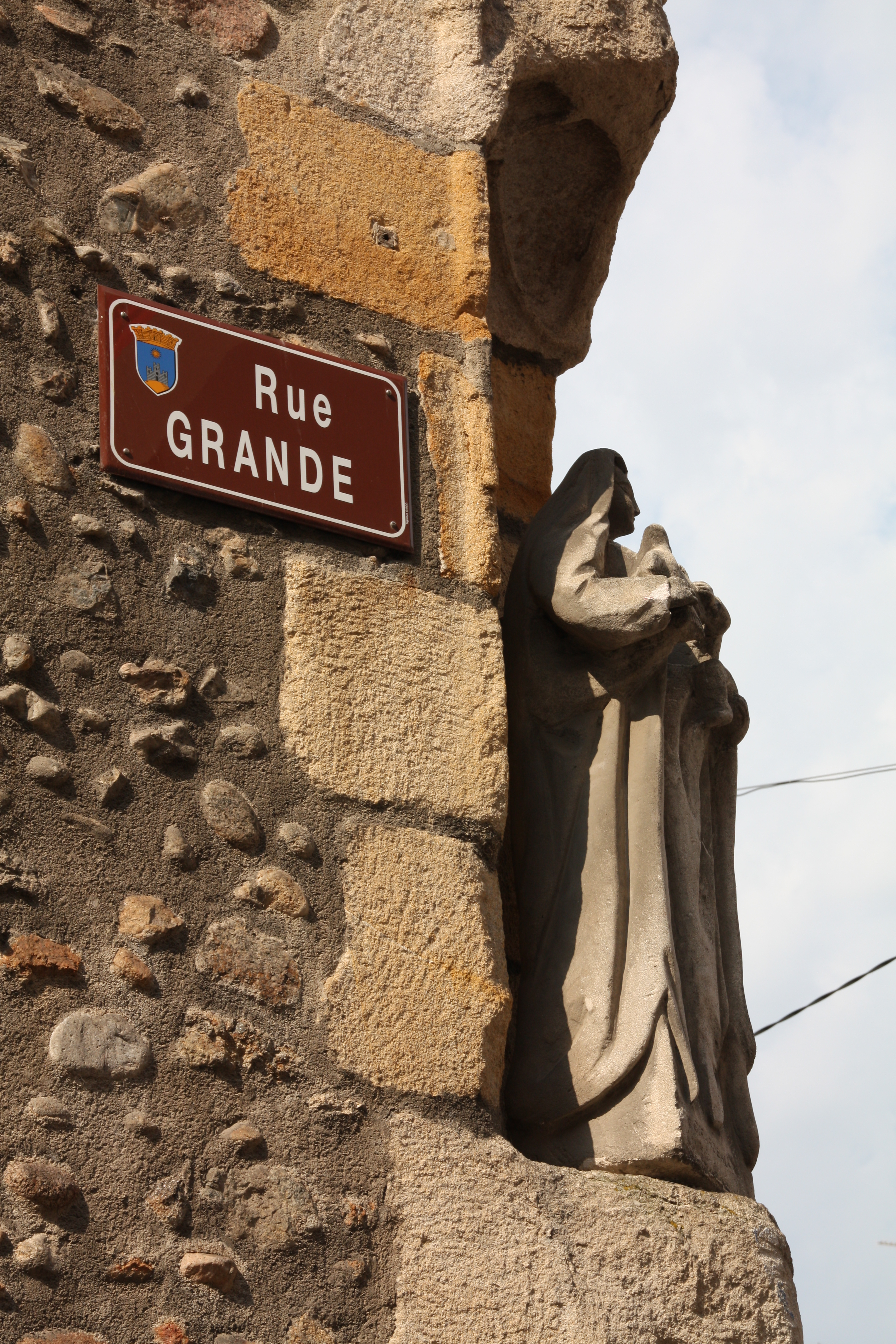
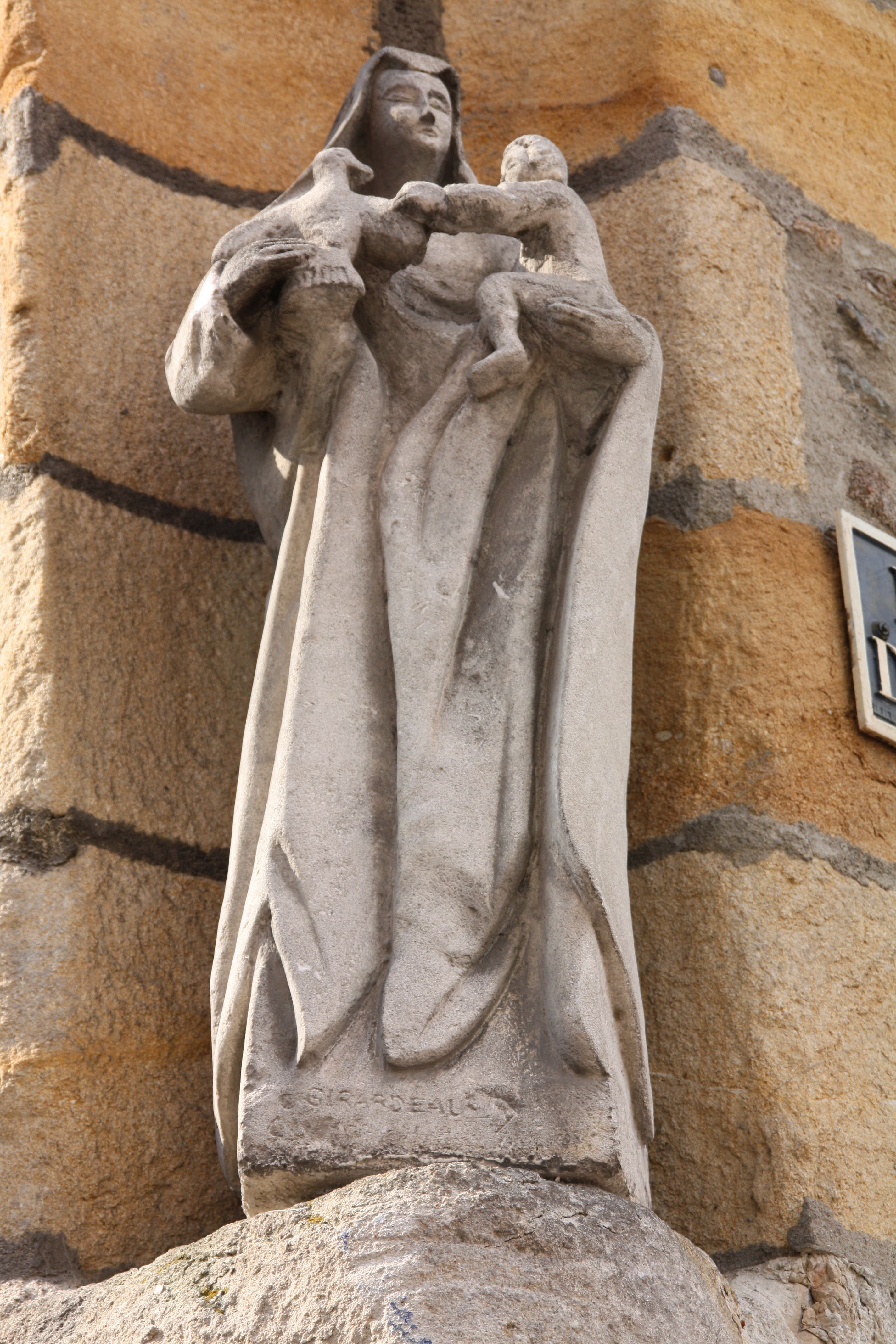